# Mont Belford
Pour les articles homonymes, voir Belford.
Le mont Belford, en anglais Mount Belford, est un sommet montagneux américain dans le comté de Chaffee, au Colorado. Il culmine à 4 327 mètres d'altitude dans les pics Collegiate. Il est protégé au sein de la forêt nationale de San Isabel et de la Collegiate Peaks Wilderness.